# Carle David Tolmé Runge
Carle David Tolmé Runge (alemany: Carl David Tolmé Runge)  (Bremen, 30 d'agost de 1856 - Göttingen, 3 de gener de 1927) va ser un matemàtic i físic alemany. És conegut tant pel nom de Carl com pel de Carle.
Va ser un dels creadors del mètode de Runge-Kutta, en el camp conegut avui en dia amb el nom d'anàlisi numèrica.
Va passar els primers anys de la seva vida a l'Havana, on el seu pare Julius Runge va ser cònsol danès. La família es va traslladar més tard a Bremen, on el seu pare va morir prematurament l'any 1864.
L'any 1880 va rebre el títol de doctorat en matemàtiques a Berlín, on va estudiar amb Karl Weierstrass, i sis anys després realitzà la tasca de professor a Hannover, Alemanya.
Els seus interessos incloïen les matemàtiques, l'espectroscòpia, la geodèsia i l'astrofísica.
A més, va realitzar una gran treball experimental estudiant les línies espectrals de diferents elements (juntament amb Heinrich Kayser), i va estar molt interessat en l'espectroscòpia astronòmica.
L'any 1904 va marxar a la universitat de Göttingen, on va restar fins a la seva retirada l'any 1925.
El cràter Runge de la Lluna li deu el seu nom.